# Adolfo Chacón de la Mata
Adolfo Chacón de la Mata (Estepona, 1892 - Valladolid, 5 de diciembre de 1936) fue un político republicano español, diputado en Cortes y gobernador civil de varias provincias durante el período de la Segunda República. Fue asesinado por los sublevados en los primeros meses de la Guerra Civil.

## Biografía
Perteneciente al Partido Radical, fue elegido diputado en las elecciones a Cortes Constituyentes de 1931 por la provincia de Cádiz. Durante el bienio radical-cedista, fue nombrado gobernador civil de Almería (diciembre de 1933-febrero de 1934) y Alicante (febrero-mayo de 1934). Ante la progresiva derechización del Partido Radical, siguió a Martínez Barrio en la creación del Partido Republicano Demócrata, que posteriormente confluiría en Unión Republicana. Tras el triunfo del Frente Popular en las elecciones legislativas de febrero de 1936 fue nombrado gobernador civil de Segovia.
El 17 de julio de 1936, al tenerse noticia de la sublevación del Ejército de África, mandó concentrarse en la capital a todas las fuerzas de la Guardia Civil de la provincia, lo que resultó fatal. Los partidos de izquierda le exigieron que diera armas a los trabajadores pero Chacón de la Mata se negó a dárselas. El día 19 por la mañana se produjo la sublevación de las unidades militares de la ciudad, apoyadas por la Guardia Civil, siendo detenido Chacón de la Mata por los sublevados. El cargo de gobernador civil fue asumido por el comandante de la Guardia Civil, Joaquín España.
Poco después fue trasladado a Valladolid, juzgado, entre otras acusaciones por pertenecer a la masonería, condenado a muerte y ejecutado. El consejo de guerra lo condenó a muerte por el delito de «adhesión a la rebelión».